# Carol al V-lea de Lorena
Carol al V-lea Leopold (în germană Karl V. Leopold von Lothringen; 3 aprilie 1643, Viena - 18 aprilie 1690, Wels, Austria Superioară) duce de Lorena (1675–1690). A fost al doilea fiu al lui Nicolas François, Duce de Lorena. Născut la Viena, el a devenit cumnat al împăratului Leopold I și ginere al împăratului Ferdinand al III-lea. A fost văr de gradul al doilea cu contemporanul său, regele Ludovic al XIV-lea al Franței, prin bunica regelui, Maria de Medici.

## Biografie
Carol al V-lea a fost nepot al Ducelui Carol al IV-lea de Lorena, care a fost obligat să abdice în favoarea fratelui său mai mic, când Franța a invadat Lorena în 1634. Francezii s-au retras din ducat în 1661, dar apoi l-a invadat încă o dată în 1670.
Carol al V-lea născut la 3 aprilie 1643 la Viena a fost fiul Ducelui Nicolas François de Lorena. Pretenția lui Carol asupra ducatului nu a fost recunoscută de unchiul său, Carol al IV-lea. Din moment ce perspectivele sale nu erau bune s-a alăturat oficial curții de la Viena în 1662. A devenit un militar distins în serviciul Habsburgilor și a concurat de două ori, fără succes, pentru alegerea ca rege al Poloniei.
Din 1679 a fost guvernator al Tirolului. Ca general imperial a contribuit în mod decisiv la victoria asupra trupelor otomane care asediau Viena (12 septembrie 1683). Trei ani mai târziu, în 1686, a reușit eliberarea cetății Buda. În 1687 i-a învins pe turci la Mohács.
Fiul său, Leopold cel Bun (1679-1729), a purtat între 1690 și 1697 în mod simbolic titlul de duce de Lorena, iar din 1697 și 1729 a intrat efectiv în posesia ducatului său. Fiul lui Leopold cel Bun a fost Francisc Ștefan de Lorena, ultimul duce al Lorenei (1729-1737), soț al Mariei Terezia, ales în 1745 împărat al Sfântului Imperiu Roman.

## Cariera militară
Ducele s-a distins mai întâi în Bătălia de la Saint Gotthard în 1664. El a fost sub serviciul lui Montecuccoli, Imperial Generalissimo la momentul respectiv. Când a fost flancat de inamic, Charles a fost capabil să-l respingă și să ajute la câștigarea bătăliei. A continuat să fie implicat în războaiele habsburgilor purtate cu francezii.  A fost prezent la Asediul de la Philippsburg din 1676. În 1676 a obținut rangul de feldmareșal. În acest timp, el a supraviețuit unei îmbolnăviri de variola, iar în 1678 a supraviețuit unei căzături de pe pod la Philippsburg. A fost numit vicerege în Tirol de către împărat.. La Tratatul de la Nijmegen  din 1679 a fost confirmat ca Duce de Lorena dar totuși nu a putut prelua conducerea provinciei.

## Căsătorie și copii
S-a logodit cu Marie Jeanne de Savoia în februarie 1662. Totuși a abandonat planul de căsătorie când a părăsit curtea franceză pentru cea imperială. Fratele său Ferdinand Philip de Lorena a murit în 1659 și Carol a moștenit ducatul de Bar de la el. În 1669, a încecat să fie ales rege al Poloniei dar a fost învins în alegeri de Mihail Korybut Wiśniowiecki. În 1678 s-a căsătorit cu Eleanor de Austria, văduva lui Wisniowiecki. Ea era fiica împăratului Ferdinand al III-lea. Din această căsătorie el a obținut teritoriile Gonzaga și Mantua. A încercat din nou să câștige tronul Poloniei dar a pierdut în favoarea lui Ioan al III-lea Sobieski. Mariajul cu Eleonora s-a dovedit prosper pentru fmilia sa când nepotul său, Francisc I, a devenit împărat al Sfântului Imperiu Roman.
- Leopold, Duce de Lorena (1679–1729) căsătorit cu Élisabeth Charlotte d'Orléans, prințesă a Franței; a avut urmași;
- Charles Joseph de Lorena (1680–1715), arhiepiscop-elector de Trier și prinț-episcop de Osnabrück; a murit de variolă;
- Éléonore de Lorenae (1682–1682) a murit după naștere;
- Charles Ferdinand de Lorena (1683–1685) a murit în copilărie;
- Joseph Innocent Emanuel de Lorena (1685–1705), general;
- François Antoine Joseph de Lorena (1689–1715). Stareț de Malmedy, stareț de Stavelot.